# Dorylaimus sulcatus
Dorylaimus sulcatus är en rundmaskart som beskrevs av Nathan Augustus Cobb 1915. Dorylaimus sulcatus ingår i släktet Dorylaimus och familjen Dorylaimidae. Inga underarter finns listade i Catalogue of Life.